# Campeonato Mundial de Biatlón de 1988
El V Campeonato Mundial de Biatlón Femenino se celebró en la localidad alpina de Chamonix (Francia) en febrero de 1988 bajo la organización de la Unión Internacional de Biatlón (IBU) y la Federación Francesa de Biatlón. Fue la última vez que se celebró el campeonato para las mujeres de forma separada al campeonato masculino. A partir del siguiente campeonato se realizaron conjuntamente.

## Resultados

### Femenino
| Evento           | Oro                                                 | Plata                                                        | Bronce                                                     |
| ---------------- | --------------------------------------------------- | ------------------------------------------------------------ | ---------------------------------------------------------- |
| 5 km velocidad   | Petra Schaaf RFA                                    | Eva Korpela · Suecia ·                                       | Anne Elvebakk · Noruega ·                                  |
| 10 km individual | Anne Elvebakk · Noruega ·                           | Elin Kristiansen · Noruega ·                                 | Venera Chernyshova URSS                                    |
| Relevos 3 × 5 km | URSS Venera Chernyshova Yelena Golovina Kaija Parve | Noruega · Elin Kristiansen · Anne Elvebakk · Mona Bollerud · | Suecia · Eva Korpela · Inger Björkbom · Sabiene Karlsson · |

## Medallero
| Núm. | País    | Oro | Plata | Bronce | Total |
| ---- | ------- | --- | ----- | ------ | ----- |
| 1    | Noruega | 1   | 2     | 1      | 4     |
| 2    | URSS    | 1   | 0     | 1      | 2     |
| 3    | RFA     | 1   | 0     | 0      | 1     |
| 4    | Suecia  | 0   | 1     | 1      | 1     |
|      | TOTAL   | 3   | 3     | 3      | 9     |